# Luis Méndez (Boxer)
Luis Méndez, vollständiger Name Luis Hugo Méndez Pintos (* 1. Dezember 1969) ist ein ehemaliger uruguayischer Boxer.
Der 1,76 Meter große Méndez stand im Aufgebot der uruguayischen Mannschaft für die Olympischen Sommerspiele 1992 in Barcelona, nachdem er sich im März 1992 beim Torneo Preolímpico Suramericano für die Spiele qualifiziert hatte. Dort ging der von Robert Leyva trainierte Uruguayer im Mittelgewicht an den Start und belegte den 17. Platz, nachdem er in seinem Kampf gegen den Chilenen Ricardo Araneda unterlag.